# Bayannao'er
Bayannao'er (kinesiska: 巴彦淖尔, 巴彦淖尔苏木) är en sum i Kina. Den ligger i den autonoma regionen Inre Mongoliet, i den norra delen av landet, omkring 950 kilometer nordost om regionhuvudstaden Hohhot.
Genomsnittlig årsnederbörd är 524 millimeter. Den regnigaste månaden är juli, med i genomsnitt 123 mm nederbörd, och den torraste är januari, med 5 mm nederbörd.